# Kotouč Štramberk

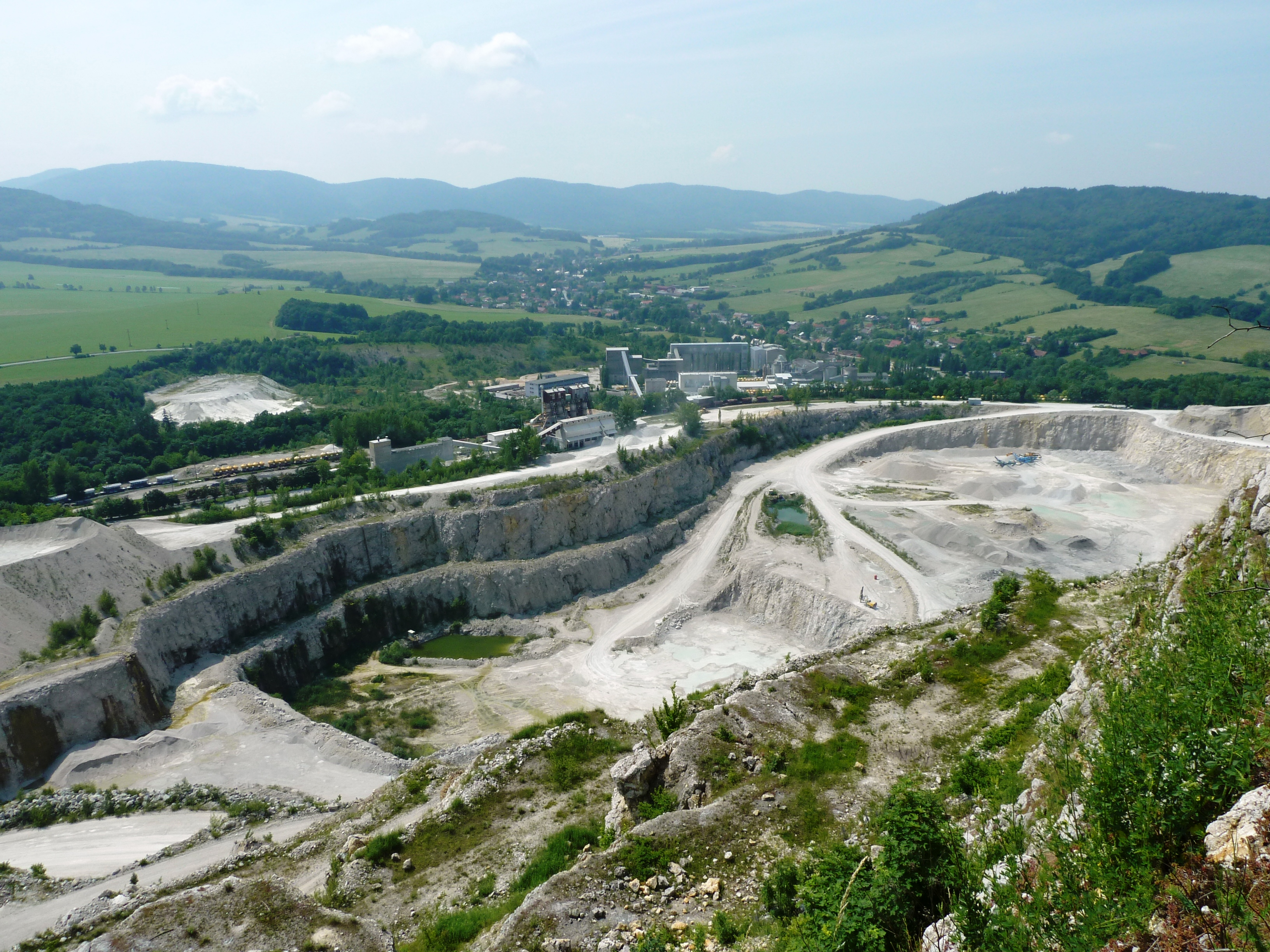
Vápencový lom a vápenka společnosti

KOTOUČ ŠTRAMBERK, spol. s r. o. byla společnost se sídlem ve Štramberku, která se zabývala těžbou vápence a výrobou vápna a dalších stavebních hmot. Posledním vlastníkem firmy byla borovanská společnost LB Cemix. Firma zanikla k 1. lednu 2019 sloučením s mateřskou společností.

## Historie
V roce 1881 odkoupila vídeňská společnost bratří Guttmannů jižní polovinu vrchu Kotouč u Štramberka, kde zahájila povrchovou těžbu vápence pro potřeby hutnictví. Tehdy se zde také pálilo vápno v kruhových pecích, které byly až v 50. a 60. letech 20. století nahrazeny šachtovými pecemi. V roce 1912 byl výrobní program rozšířen o produkce cementu v cementárně vybudované v blízkosti lomu Kotouč. Výroba cementu zda byla ukončena v roce 1997.
Od roku 1945 byl podnik součástí Vítkovických železáren. 1. ledna 1993 pak byl podnik z Vítkovic vyčleněn do společnosti KOTOUČ ŠTRAMBERK, spol. s r. o., jejímž vlastníkem zůstaly v první fázi Vítkovice. V období od 18. ledna 1995 do 9. října 1995 byla majitelem společnost UNI - SHV, spol. s r.o. vlastněná skupinou fyzických osob. 9. října 2005 Kotouč Štramberk odkoupila firma Cementárny a vápenky, Prachovice, akciová společnost, vzápětí v období od 6. května 1997 do 18. září 1998 byla vlastníkem slovenská firma HIROCEM, a.s., tj. pozdější Holcim (Slovensko), se sídlem v Rohožníku. Od 18. září 1998 byla vlastníkem Kotouče firma ČEZ, která od roku 2000 část podílu prodala společnosti Calofrig. Podíl Calofrigu pak přešel na společnost Lasselsberger, neboť k 31. prosinci 2004 Calofrig zanikl a jmění zanikající společnosti bylo převedeno na Lasselsberger. Ačkoli měl původně Lasselsberger ve firmě minoritní podíl, 23. listopadu 2005 se stal na úkor firmy ČEZ majoritním vlastníkem s podílem 75 %. Počínaje 18. srpnem 2006 Lasselsberger ovládl Kotouč Štramberk zcela. Krátce od ledna 2007 do ledna 2008 byla 100% vlastníkem maďarská společnost ZALAKERÁMIA Zártkörűen Működő Részvénytársaság
Zalaegerszeg, která rovněž patřila do skupiny Lasselsberger, poté se vlastníkem stala opět česká společnost Lasselsberger se sídlem v Plzni. 7. prosince 2017 Kotouč přešel do majetku firmy LB Cemix (rovněž ze skupiny Lasselsberger), následně k 1. lednu 2019 samostatná společnost Kotouč zanikla spojením s mateřským LB Cemixem.